# بسكويت الكريمة
كريمة المقرمشات عبارة عن بسكويت مضاف إليه الكريمة، يتصف هذا البسكويت أنة مسطح ولذيذ في الغالب. المتعارف عليه أن اسم "كريمة المقرمشات" يشير إلى طريقة تحضير الخليط أثناء التصنيع، حيث يتم تحضير كريمة المقرمشات تقليديًا باستخدام عجينة مخمرة.
المقرمشات يتم صنعها من دقيق القمح والزيوت النباتية والخميرة، وعادة ما يتم تقديمها مع الجبن،  لحم البقر أو غيره من الإضافات اللذيذة مثل المرميت أو الفيجيمايت. كما تؤكل مع الزبدة أو المارجرين أو بدون ذلك. يحتوي متوسط بسكويت الكريمة على حوالي 35 سعرة حرارية.

## مكان الأنتشار
تنال المقرمشات شعبية في العديد من الدول، من هذه الدول المملكة المتحدة وأيرلندا والأرجنتين، حيث تشمل العلامات التجارية (Traviata، التي تصنعهاGrupo Arcor، وExpress والتي تصنعها شركة Mondelez)، بالإضافة إلى تايوان، وبيرو، وتشيلي، والبرازيل، وجنوب شرق آسيا، وجنوب آسيا، وجنوب إفريقيا.
من المهم الإشارة إلى إن العلامة التجارية الأكثر شهرة على نطاق واسع للكريمة المقرمشة هي Jacob's، موطن العلامة التجارية Jacob في أيرلندا مملوكة لمجموعة Jacob Fruitfield Food، وهي جزء من Valeo Foods Group، وفي المملكة المتحدة وأوروبا وأمريكا الشمالية، مملوكة لشركة United Biscuits.
تشمل الشركات المصنعة في جنوب شرق آسيا Khong Guan و Hup Seng و Hwa Tai و Jacob's (المصنعة بواسطة Kraft Malaysia). بينما تشمل الشركات المصنعة في جنوب آسيا Ceylon Biscuits Limited و Maliban Biscuit Manufactories Limited (سريلانكا) و Britannia Industries (الهند)، وفي جنوب إفريقيا، تعد شركة Bakers واحدة من أبرز الشركات المصنعة. أخيرا" لا بد من التنبيه إلى إن شركة Purity Factories تقوم بتصنيع مقرمشات الكريمة مع شحم الخنزير في نيوفاوندلاند، كندا.

## أنظر إيضا
- https://en.wikipedia.org/wiki/List_of_crackers

## وصلات خارجية
- Jacob's page on United Biscuits website
- Maliban Cream Crackers
- Hup Seng Biscuits